# Diana di Francia
Diana di Valois-Angoulême (Parigi, 25 luglio 1538 – Parigi, 11 gennaio 1619) è stata una nobildonna francese, figlia naturale del Delfino Enrico di Valois, futuro re Enrico II di Francia, e della sua amante Filippa Ducco.

## Biografia
Era la figlia naturale del Delfino Enrico (il futuro Enrico II di Francia) e di Filippa, appartenente al ramo piemontese dell’antico casato nobiliare Ducco. 
Venne cresciuta dalla favorita di suo padre Diana di Poitiers, ciò fece pensare ad alcuni che fosse sua figlia e del re (personale opinione di Brantôme). Ebbe un'educazione ordinaria, ma parlava molte lingue (spagnolo, italiano, latino), suonava diversi strumenti e danzava in modo eccellente.
Nel giugno 1547, suo padre Enrico II firmò un contratto con gli agenti del Papa in cui promise la giovane Diana a Orazio Farnese (figlio di Pier Luigi Farnese e di Gerolama Orsini), il nipote del Papa Paolo III che era stato cresciuto alla corte di Francesco I. In cambio, Orazio ebbe il ducato di Castro e una rendita annuale di 25 000 scudi.
Diana venne legittimata nel 1548 (aveva 10 anni) e titolata duchessa di Châtellerault nel 1563, d'Étampes nel 1573 e d'Angoulême nel 1582, inoltre signora di Cognac e di Merpins.
Sposò il 13 febbraio 1553 a Parigi Orazio Farnese, allora investito del ducato di Castro, che morì poi nella Battaglia d'Hesdin il 18 luglio seguente, ucciso da un arciere, lasciandola vedova dopo solo cinque mesi di matrimonio.
Il re la risposerà il 3 maggio 1557 a Villers-Cotterêts a François de Montmorency, figlio del connestabile Anne de Montmorency.  Il connestabile dirà in seguito di sua nuora a Enrico II che «era la sola dei suoi figli che gli somigliava».
Alla morte di François de Montmorency nel 1579, Diana si fece costruire all'angolo della via dei Francs-Bourgeois e della via Pavée un bell'hôtel, conosciuto ai giorni nostro con il nome di Hôtel Lamoignon. Vedova, le sue usanze erano irreprensibili. Era molto apprezzata dal fratellastro Enrico III, che le donò il ducato d'Angoulême in appannaggio nel 1582.
Dopo l'esecuzione sommaria del duca di Guisa e di suo fratello il cardinale di Guisa (dicembre 1588), negoziò la riconciliazione di Enrico III di Francia con il suo erede, il re Enrico III di Navarra (futuro Enrico IV).

## Ascendenza
|                        |   |                      | Genitori                       |  |  | Nonni |  |  | Bisnonni                  |  |  | Trisnonni                    |  |
|                        |   |                      |                                |  |  |       |  |  | Carlo di Valois-Angoulême |  |  | Giovanni di Valois-Angoulême |  |
|                        |   |                      |                                |  |  |       |  |  | Carlo di Valois-Angoulême |  |  | Giovanni di Valois-Angoulême |  |
|                        |   | Marguerite de Rohan  |                                |  |  |       |  |  | Carlo di Valois-Angoulême |  |  |                              |  |
| Francesco I di Francia |   |                      |                                |  |  |       |  |  | Carlo di Valois-Angoulême |  |  |                              |  |
|                        |   | Luisa di Savoia      | Filippo II di Savoia           |  |  |       |  |  |                           |  |  |                              |  |
|                        |   | Luisa di Savoia      | Filippo II di Savoia           |  |  |       |  |  |                           |  |  |                              |  |
|                        |   | Luisa di Savoia      | Margherita di Borbone-Clermont |  |  |       |  |  |                           |  |  |                              |  |
| Enrico II di Francia   |   | Luisa di Savoia      |                                |  |  |       |  |  |                           |  |  |                              |  |
|                        |   | Luigi XII di Francia | Carlo di Valois-Orléans        |  |  |       |  |  |                           |  |  |                              |  |
|                        |   | Luigi XII di Francia | Carlo di Valois-Orléans        |  |  |       |  |  |                           |  |  |                              |  |
|                        |   | Luigi XII di Francia | Maria di Clèves                |  |  |       |  |  |                           |  |  |                              |  |
| Claudia di Francia     |   | Luigi XII di Francia |                                |  |  |       |  |  |                           |  |  |                              |  |
|                        |   | Anna di Bretagna     | Francesco II di Bretagna       |  |  |       |  |  |                           |  |  |                              |  |
|                        |   | Anna di Bretagna     | Francesco II di Bretagna       |  |  |       |  |  |                           |  |  |                              |  |
|                        |   | Anna di Bretagna     | Margherita di Foix             |  |  |       |  |  |                           |  |  |                              |  |
| Diana di Francia       |   | Anna di Bretagna     |                                |  |  |       |  |  |                           |  |  |                              |  |
|                        | … | …                    |                                |  |  |       |  |  |                           |  |  |                              |  |
|                        | … | …                    |                                |  |  |       |  |  |                           |  |  |                              |  |
|                        | … | …                    |                                |  |  |       |  |  |                           |  |  |                              |  |
| Gian Antonio Duci      | … |                      |                                |  |  |       |  |  |                           |  |  |                              |  |
|                        |   | …                    | …                              |  |  |       |  |  |                           |  |  |                              |  |
|                        |   | …                    | …                              |  |  |       |  |  |                           |  |  |                              |  |
|                        |   | …                    | …                              |  |  |       |  |  |                           |  |  |                              |  |
| Filippa Duci           |   | …                    |                                |  |  |       |  |  |                           |  |  |                              |  |
|                        |   | …                    | …                              |  |  |       |  |  |                           |  |  |                              |  |
|                        |   | …                    | …                              |  |  |       |  |  |                           |  |  |                              |  |
|                        |   | …                    | …                              |  |  |       |  |  |                           |  |  |                              |  |
| …                      |   | …                    |                                |  |  |       |  |  |                           |  |  |                              |  |
|                        |   | …                    | …                              |  |  |       |  |  |                           |  |  |                              |  |
|                        |   | …                    | …                              |  |  |       |  |  |                           |  |  |                              |  |
|                        |   | …                    | …                              |  |  |       |  |  |                           |  |  |                              |  |
|                        |   | …                    |                                |  |  |       |  |  |                           |  |  |                              |  |